# ناتئ
في التشريح، يُعرّف النَّاتِئ (بالإنجليزية:  process)‏ ((باللاتينية: processus)‏) أو الزائدة (apophysis) بأنه بُروز أو نُمو لنسيج من جسم أكبر. فعلى سبيل المثال في الفقرات (vertebra) يمكن أن يساعد النَّاتِئُ على ارتباط عضلة بالعظم وبالتالي إعطاء التأثير العَتَلِيّ للروافع كما في حالة النتوءات المُستعرِضة والنتوءات الشوكية (spinous processes)، أو لإعطاء التَّلاَئم مثل تكوين المفصل الزليلي (synovial joint) مع فقرة أخرى (كما في حالة النتوءات المفصلية).
ويتم استخدام كلمة ناتئ حتى على مستوى التشريح المجهري (microanatomic)، حيث يمكن أن يكون للخلايا نتوءات، مثل الأهداب أو الخلية الرجلاء. اعتمادا على أنواع الأنسجة، يمكن أن يطلق على الناتئ مصطلحات أخرى، مثل نتوء (apophysis)، حديبة (Tubercle)، أو ناشزة (Protuberance).

## أمثلة
تشتمل أمثلة النتوءات على:
- نتوءات متعددة في جمجمة الإنسان:
  - النَّاتِئُ الخشائي (Mastoid process).
  - الناتئ الوجني للعظم الجبهي (Zygomatic process of frontal bone).
  - ناتئ وجني للعظم الصدغي (Zygomatic process of temporal bone).
  - الناتئ السريري الأمامي (Anterior clinoid process).
  - الناتئ السريري الأوسط (Middle clinoid process).
  - الناتئ السريري الخلفي (Posterior clinoid processes).
  - الناتئ الشصي للعظم الغربالي (Uncinate process of ethmoid bone).
  - الناتئ الوداجي (Jugular process).
  - ناشزة قذالية داخلية (Internal occipital protuberance).
  - ناشزة قذالية خارجية (External occipital protuberance).
- النَّاتِئُ الرَّهابِيّ أو الزائدة السيفية (Xiphoid process).
- النَّاتِئُ الأَخْرَمِيّ (Acromion process).
- يمتد النَّاتِئُ الشوكي خلف مركز كل فقرة.
- النَّاتِئُ الغُرابيّ (Coracoid process).
- الناتئ الإكليلاني (Coronoid process).
- الناتئ المرفقي (Olecranon).
- الزائدة الإبرية للزند (Ulnar styloid process).
- زائدة إبرية للكعبرة (Radial styloid process).
- النتوءات المستعرضة الفقارية.
- العقبي أو عَظْم العَقِب (Trochlear process أو Calcaneus).
- الناتئ الدودي أو الزائدة الدودية (vermiform process أو Appendix).
- تفاحة آدم أو الشامخة الحنجرية (Laryngeal protuberance).

## صور إضافية

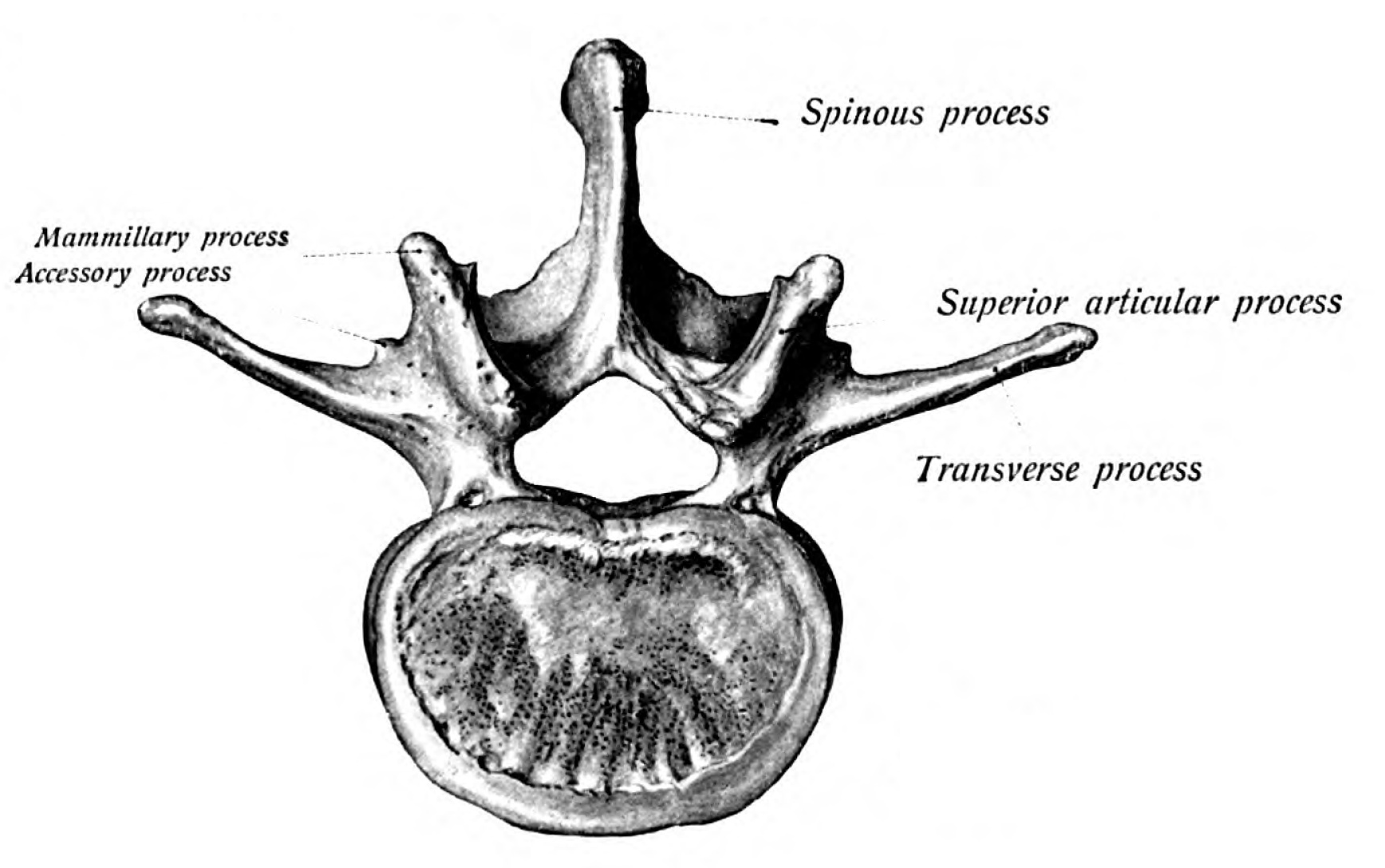
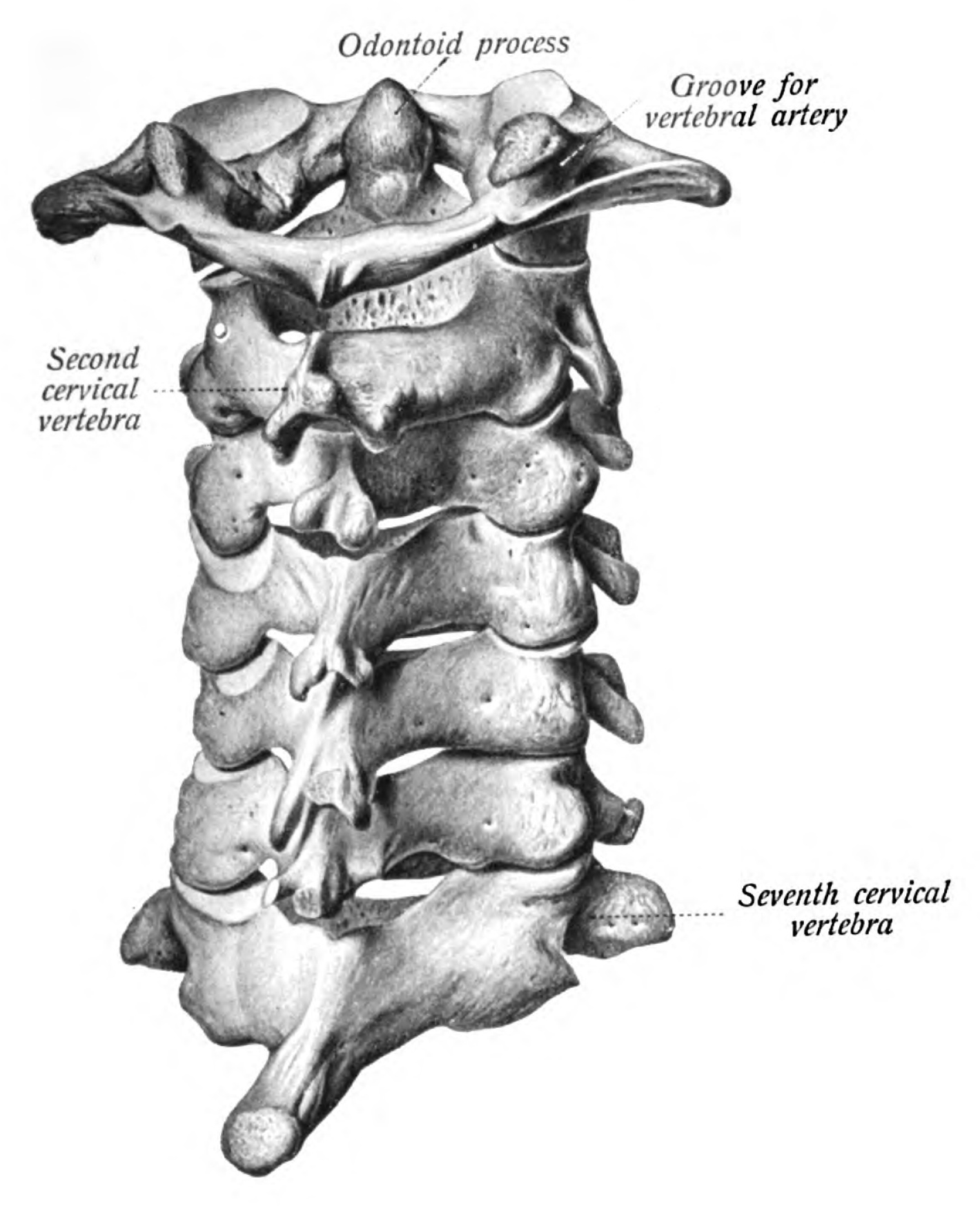